# Teirio (Butaritari)
Teirio ist ein winziges Motu des Butaritari-Atolls der pazifischen Inselrepublik Kiribati.

## Geographie
Teirio ist eine winzige, unbewohnte Insel im Westen der Riffkrone des Butaritari-Atolls. In ihrer unmittelbaren Umgebung liegt Oteariki (S).